# Katia Arakaki
Katia Arakaki (29 de junio de 1986) es una deportista brasileña que compitió en taekwondo. Ganó dos medallas en el Campeonato Panamericano en los años 2010 y 2012.

## Palmarés internacional
| Campeonato Panamericano | Campeonato Panamericano | Campeonato Panamericano | Campeonato Panamericano |
| Año                     | Lugar                   | Medalla                 | Categoría               |
| ----------------------- | ----------------------- | ----------------------- | ----------------------- |
| 2010                    | Monterrey (México)      | Medalla de oro          | –46 kg                  |
| 2012                    | Sucre (Bolivia)         | Medalla de plata        | –46 kg                  |